# デュッセルドルフ美術アカデミー

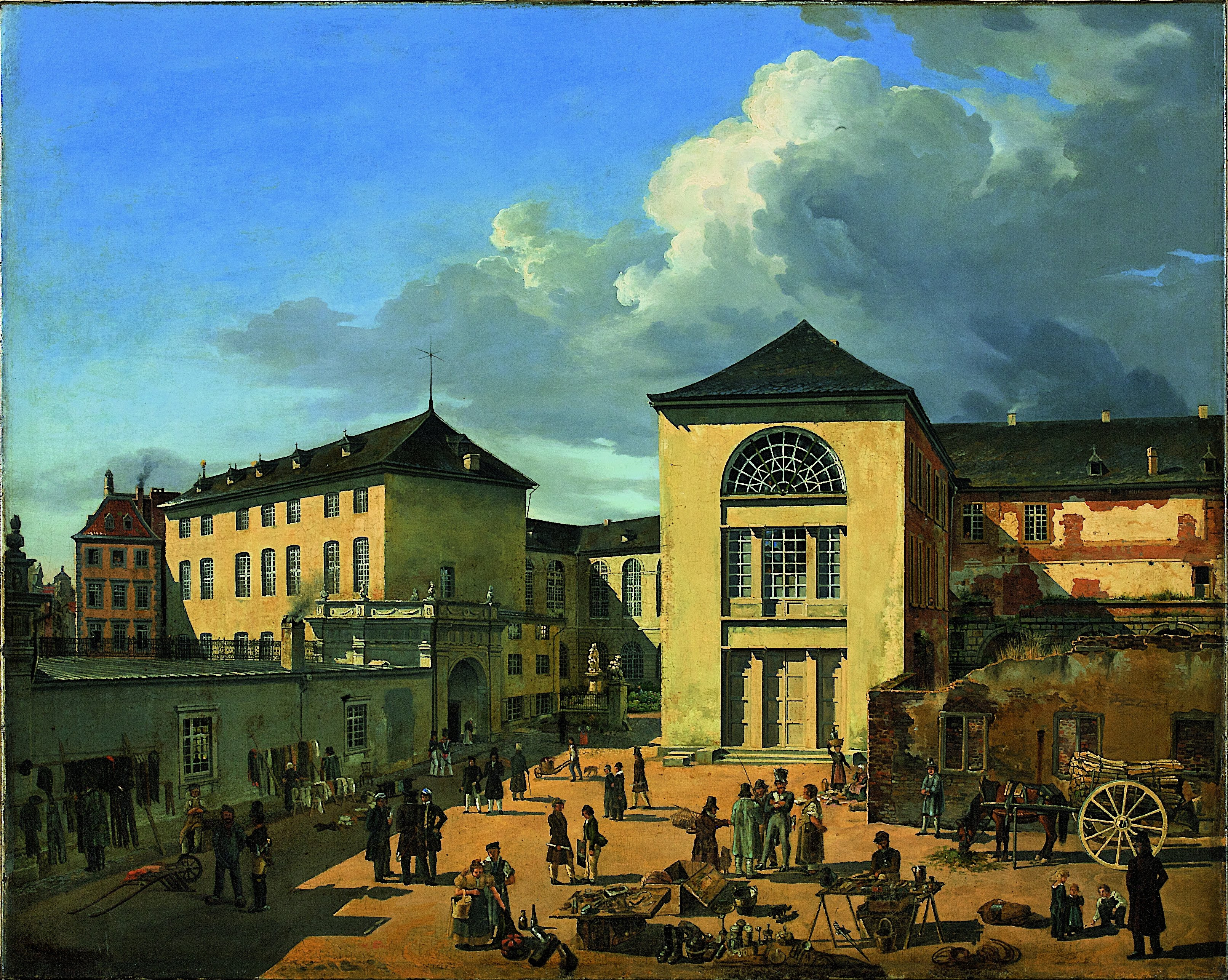
19世紀の美術アカデミー
(画)アンドレアス・アッヒェンバッハ(1831)

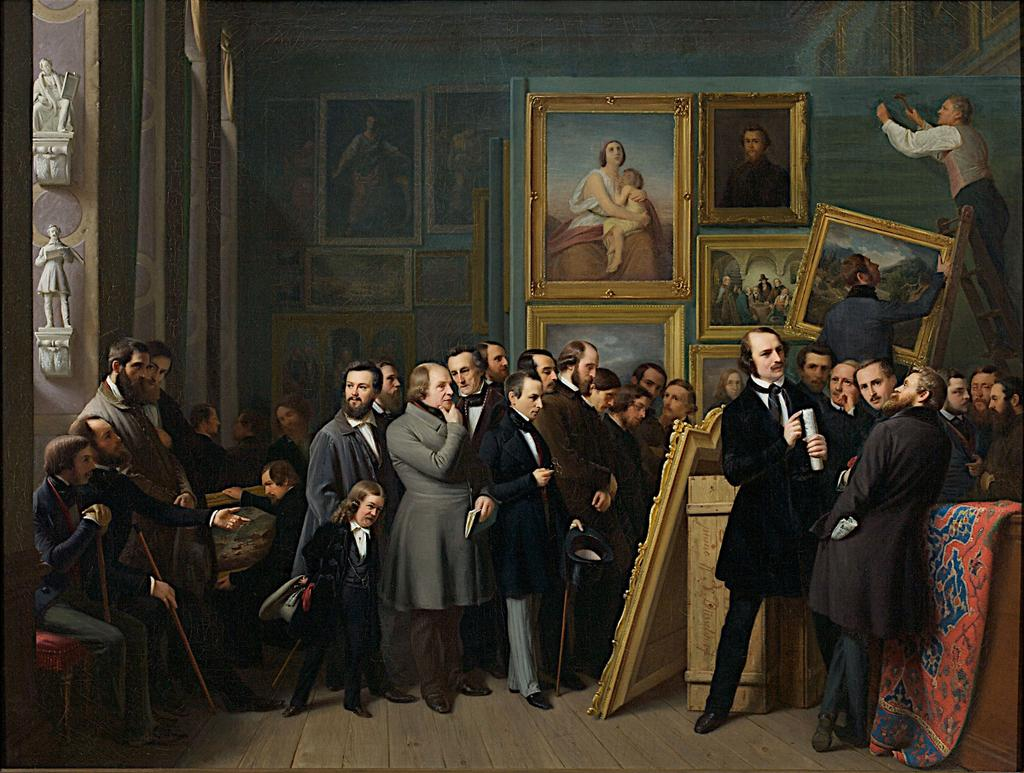
ギャラリーホールの画家たち
(画)Friedrich Boser

クンストアカデミー・デュッセルドルフ（Kunstakademie Düsseldorf、日:デュッセルドルフ美術アカデミー）は、ノルトライン＝ヴェストファーレン州のデュッセルドルフにあるドイツ国立の美術大学である。国立デュッセルドルフ美術大学とも表記される。

## 歴史
貴族のパトロンを得ていた画家、ラムベルト・クラーエ（Lambert Krahe:1712-1790）が1762年ころに設立した絵画学校が1773年に「プファルツ選帝侯領絵画、彫刻、建築アカデミー」（Kurfürstlich-Pfälzische Academie der Maler, Bildhauer- und Baukunst）となり1800年頃にデュッセルドルフ美術アカデミー（Akademie der schönen Künste zu Düsseldorf）と改名された。クラーエを継いで校長となったヨハン・ペーター・フォン・ランガーの時代に、ナポレオン戦争によるデュッセルドルフの荒廃と衰退によって美術院も一時的な停止を経験した。1810年代にラインラント全域がプロイセン王国の領地になった。1824年にその時、校長であったペーター・フォン・コルネリウスは多くの学生とより待遇のよいミュンヘン美術院に移った。かわりにベルリンの美術学校で教えていた、フリードリッヒ・ヴィルヘルム・フォン・シャドーが校長に迎えられた。

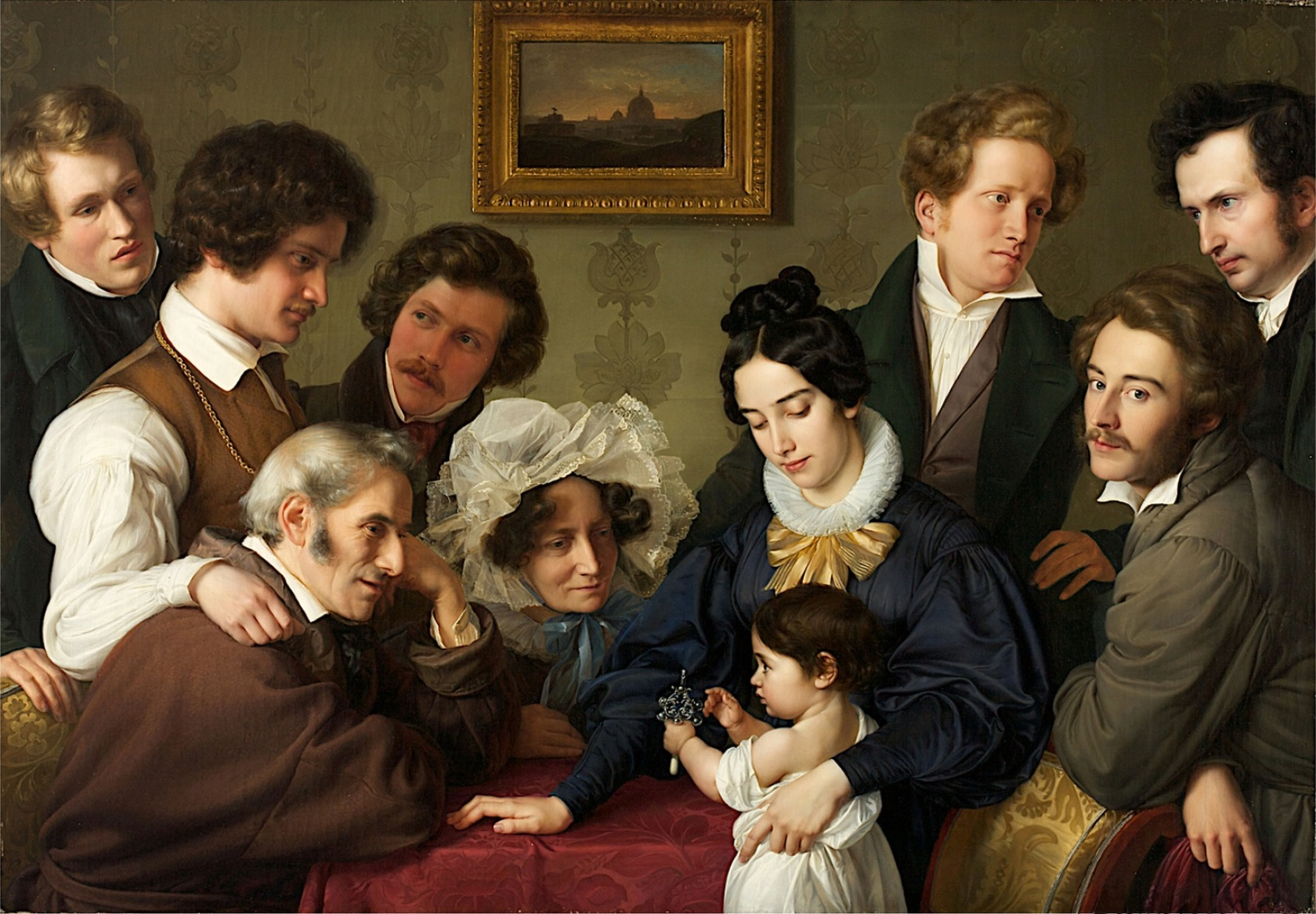
エドゥアルト・ベンデマンの描いたベンデマンの家族と「デュッセルドルフ派」の画家、ヒルデブラント、ヒュブナー、シャドー、ゾーンが描かれている。

1850年代になって、風景画や風俗画における教育が評価され多くの外国からの学生を迎えることになった。1820年代から第一次世界大戦までの間、デュッセルドルフで学んだ芸術家たちを「デュッセルドルフ派」（Düsseldorfer Malerschule）と称することもある。

その後、ヨーゼフ・ボイス、ナム・ジュン・パイク、ベッヒャー夫妻（Bernd und Hilla Becher）、ゲルハルト・リヒター、などが教授であったり生徒であったりと現在の美術に大きな影響を与え続けている学校である。
フルクサスの活動が盛んだったのも有名である。

## 関連する人物

### 歴代校長
- 1773-1789 Lambert Krahe
- 1789-1806 ヨハン・ペーター・フォン・ランガー
- 1819-1824 ペーター・フォン・コルネリウス
- 1826-1859 フリードリッヒ・ヴィルヘルム・フォン・シャドー
- 1859-1867 エドゥアルド・ベンデマン
- 1868-1895 複数の人物による共同管理
- 1895-1908 ヨハン・ピーター・テオドール・ヤンセン
- 1908-1924 フリッツ・レーバー
- 1924-1933 Walter Kaesbach
- 1933-1937 Peter Grund
- 1937-1945 Emil Fahrenkamp
- 1945-1946 Ewald Mataré
- 1946-1949 Werner Heuser
- 1949-1954 Heinrich Kamps
- 1956-1965 Hans Schwippert
- 1965-1972 Eduard Trier
- 1972-1981 Norbert Kricke
- 1981-1988 Irmin Kamp
- 1988-2009 Markus Lüpertz
- 2009-2013 Tony Cragg
- Since 2013 Rita McBride